# María Topete
María Topete Fernández (1900-2000) fue una funcionaria de prisiones durante la dictadura franquista y directora de la prisión maternal de San Isidro y de Ventas durante 25 años, miembro de Acción Católica y la Sección Femenina.

## Biografía
Hija de Ángela Fernández Vicuña y Ramón Topete Arrieta, así como nieta del Almirante Topete,residía en el barrio de Salamanca, y tenía vínculos con la aristocracia madrileña.Junto a su familia veraneaba en Igueldo, en la casa Satrústegui, y tuvo relación con familias como los navieros Aznar, Ybarra, y de la Sota.Tenía diez hermanos y hermanas que, como ella, se criaron en un contexto conservador, monárquico, religioso y militar.
Durante 1936 María Topete estuvo encarcelada siete meses en el convento de las Capuchinas de la Plaza de Conde de Toreno, habilitado como prisión femenina.

### Directora de la prisión maternal de San Isidro
Posteriormente, en agosto de 1939 entró a trabajar en la prisión para mujeres de Ventas, como auxiliar interina y en septiembre de 1940 fue enviada a la prisión maternal de San Isidro, actual Paseo de la Ermita del Santo, para organizar la nueva prisión, que dirigió a partir de febrero de 1943. Siguiendo las teorías de Vallejo-Nájera, para que las madres no "contagiaran" a sus hijos e hijas su ideología, se mantenía una estricta separación, por la que los niños y niñas únicamente veían dos horas al día a sus madres, una por la mañana y otra por la tarde.Esta funcionaria está vinculada al robo de niños y es considerada una de las carceleras más crueles, mencionada, entre otras, por Tomasa Cuevas.
Les daban de comer como un alpiste, con unos bichos tremendos. Nosotras, que éramos mayores no lo podíamos comer; los niños cuando les ponían aquello, se ponían a gritar y no lo querían. Y entonces ponía un hornillo encendido, los cogían, cruzados los brazos, y con el culito cerca de la lumbre; los niños daban unos gritos horrorosos (...). Comían en el comedor con nosotras, y como la comida era asquerosa, cuando a esos chiquillos les daba asco comer, la devolvían, y María Topete se la hacía volver a comer.
Topete debía jubilarse en 1965, sin embargo, a petición de Antonio María de Oriol y Urquijo, ministro de Justicia, postergó su retiro durante dos años.

## En la literatura
La periodista Ana Ramírez Cañil escribió dos novelas en las que aborda la figura de María Topete, La mujer del maquis (2008) y Si a los tres años no he vuelto (2011).

## Premios y reconocimientos
- En 1944, el director general de prisiones, Ángel Sánz, le concedió la Medalla de Plata al Mérito Penitenciario.[8][17]
- El 18 de julio de 1967 se le concedió la Gran Banda de la Orden del Mérito Civil.[8][18]